# Jenny Lim
Jenny Lim (* 17. Januar 2005) ist eine französische Tennisspielerin.

## Karriere
Lim spielt bislang vorrangig Turniere der ITF Women’s World Tennis Tour, auf der sie bislang drei Titel im Einzel gewann.
2022 erhielt sie eine Wildcard für das Juniorinneneinzel der French Open. Sie gewann ihr Auftaktmatch gegen Julie Štruplová mit 3:6, 6:4 und 6:4, verlor aber dann in der zweiten Runde gegen Mirra Andrejewa mit 4:6 und 0:6. Im Juniorinnendoppel erreichte sie mit Partnerin Astrid Lew Yan Foon nach einem Walkover-Auftaktsieg gegen Charlotte Kempenaers-Pocz und Taylah Preston das Achtelfinale, wo die beiden dann gegen Petra Marčinko und Johanne Svendsen mit 2:6 und 4:6 verloren. Im Dezember scheiterte sie in der Qualifikation zu den Open Angers Arena Loire mit 2:6 und 1:6 an Magali Kempen. Die Woche darauf scheiterte sie in der Qualifikation zum Hauptfeld im Dameneinzel der Open BLS de Limoges ebenso bereits in ihrem Auftaktmatch an Marine Partaud mit 6:75 und 3:6, erhielt aber als Lucky Loser die Möglichkeit, im Hauptfeld anzutreten. Dort gewann sie in der ersten Runde gegen Anna-Lena Friedsam, die zu ihrem Spiel nicht antreten konnte, verlor dann aber im Achtelfinale deutlich mit 0:6 und 0:6 gegen Anhelina Kalinina.

## Turniersiege

### Einzel
| Nr. | Datum           | Turnier                 | Kategorie | Belag     | Finalgegnerin    | Ergebnis      |
| --- | --------------- | ----------------------- | --------- | --------- | ---------------- | ------------- |
| 1.  | 24. Juli 2022   | Les Contamines-Montjoie | ITF W15   | Hartplatz | Nina Radovanovic | 6:1, 7:68     |
| 2.  | 14. Januar 2024 | Fort-de-France          | ITF W15   | Hartplatz | Antonia Schmidt  | 4:6, 6:2, 6:2 |
| 3.  | 14. April 2024  | Monastir                | ITF W15   | Hartplatz | Arabella Koller  | 6:3, 6:1      |